# Ponte Alexander Hamilton
A Ponte Alexander Hamilton é uma ponte em arco de aço com oito faixas de rodagem que transporta o tráfego sobre o Rio Harlem entre os bairros de Manhattan e Bronx, na cidade de Nova Iorque. A ponte liga a Trans-Manhattan Expressway, na seção de Washington Heights, em Manhattan, à Cross Bronx Expressway, como parte da Interstate 95 e da US 1.
A ponte abriu ao tráfego a 15 de janeiro de 1963, no mesmo dia em que a Via Rápida Cross-Bronx foi concluída. Em 2011, o Departamento de Transportes da Cidade de Nova Iorque, que opera e mantém a ponte, reportou um volume de tráfego médio diário (ADT) em ambas as direções de 182.174, tendo atingido um pico de ADT de 192.848 em 1990.

## Projeto
O comprimento total da ponte, incluindo os acessos, é de 724 m (2.375 pés). Os seus vãos principais paralelos têm 169 m (555 pés) de comprimento e proporcionam 31 m (103 pés) de espaço vertical sobre o Rio Harlem no centro e 112 m (366 pés) de espaço horizontal.
O projeto da ponte incluía um conjunto de rampas em espiral (oficialmente conhecido como Highbridge Interchange e coloquialmente conhecido como "The Corkscrew") para ligar de e para a Major Deegan Expressway (concluída em 1964) e uma rampa de viaduto de ligação à Harlem River Drive, ambas a mais de 30 m (100 pés) abaixo do nível da ponte, e acesso à Amsterdam Avenue.

## História
Depois de a Ponte George Washington, que liga Manhattan a Nova Jérsia, ter sido concluída em 1931, os veículos que viajavam entre Nova Jérsia e o Bronx passavam pela Ponte Washington, que atravessa o Rio Harlem a norte da atual Ponte Alexander Hamilton.  A Ponte Alexander Hamilton foi planeada em meados da década de 1950 para ligar as vias rápidas Trans-Manhattan e Cross Bronx propostas por Robert Moses e para acomodar o tráfego adicional resultante da adição do nível inferior de seis faixas à Ponte George Washington. Com a designação de interestadual, 90% dos custos de construção de US$ 21 milhões foram cobertos pelo governo federal. A ponte foi inaugurada em 15 de janeiro de 1963.
A partir de 2009, a ponte foi submetida a uma renovação completa, com um custo estimado de US$ 400 milhões. Embora os engarrafamentos criados pela construção não tenham sido tão graves como as autoridades locais tinham previsto, os atrasos na entrada nas travessias do Rio Hudson aumentaram após o início do projeto. Em julho de 2014, o governador Andrew Cuomo anunciou que a renovação da ponte estava concluída.